# مک‌فرمت
مک فرمت (به انگلیسی: MacFormat) بزرگترین مجلهٔ بریتانیا برای کاربران مکینتاش می‌باشد. این مجله که هر ماه توسط شرکت فیوچر پی‌ال‌سی منتشر می‌شود، از سال ۱۹۹۳ کار خود را شروع کرده‌است.